# Durchgehender Altrheinzug
Der Durchgehende Altrheinzug ist ein Nebengewässer des Rheins in den Landkreisen Breisgau-Hochschwarzwald und Emmendingen sowie dem Ortenaukreis in Baden-Württemberg. Der Altrheinzug entstand in den 1960er Jahren durch die Verbindung vorhandener Altrheine, um die ökologischen Folgen des Ausbaus des Oberrheins für die Schifffahrt und die Energiegewinnung zu begrenzen; er durchfließt die Naturschutzgebiete Rappennestgießen, Rheinniederung Wyhl-Weisweil und Taubergießen.
Es existieren unterschiedliche Definitionen des Durchgehenden Altrheinzugs. Laut dem Amtlichen Digitalen Wasserwirtschaftlichen Gewässernetz (AWGN) zweigt der Altrheinzug nördlich von Breisach vom Rhein ab und fließt bei Schwanau-Wittenweier der Elz zu. Dem Wassergesetz für Baden-Württemberg zufolge ist dagegen die Elz ein Zufluss des Altrheinzugs, der bei Kehl in den Rhein mündet.

## Entstehung und Funktion

### Vorgeschichte
Der Oberrhein verlief im Bereich des heutigen Durchgehenden Altrheinzugs bis Mitte des 19. Jahrhunderts in der Form eines verzopften Flusses. Neben dem Hauptgerinne gab es mehrere Nebengerinne, zwischen denen sich Sand- und Kiesbänke sowie zahlreiche Inseln, meist mit Gebüsch oder Niederwald, erstreckten. Insbesondere bei Hochwasser verlagerten sich die Gewässerläufe. Heutige Flurnamen auf „-kopf“ verweisen auf damalige Inseln; Namen auf „-grund“ zeigen nasse Senken an.
Bei der Rheinkorrektion nach Plänen von Johann Gottfried Tulla wurde Mitte des 19. Jahrhunderts ein festes, für einen Abfluss von rund 2000 m³/s dimensioniertes Flussbett angelegt. Die bisherigen Gewässerläufe wurden zu Altrheinen oder verlandeten. In Folge der Rheinkorrektion sank der mittlere Wasserspiegel des Rheins durch Tiefenerosion über weite Strecken; südlich von Breisach tiefte sich der Fluss bis zu fünf Meter ein. Nördlich von Breisach war die Tiefenerosion geringer; bei Rhinau stieg hingegen der Wasserspiegel um knapp einen Meter an. Nach der Rheinkorrektion wurden große Flächen eingedeicht und konnten fortan wirtschaftlich genutzt werden.
Nach dem Ersten Weltkrieg erhielt Frankreich im Versailler Vertrag das Recht zugesprochen, den Rhein im Bereich der deutsch-französischen Grenze zur Elektrizitätsgewinnung zu nutzen. Bis 1959 entstand zwischen Basel und Breisach am linken, zu Frankreich gehörenden Ufer der Rheinseitenkanal mit Kraftwerken und Schleusen für die Schifffahrt. Das Tulla’sche Rheinbett wurde zum Restrhein, in dem überwiegend nur noch eine geringe Wassermenge abfloss. Dadurch sank der Grundwasserspiegel südlich von Breisach um weitere zwei Meter ab.
Für das Gebiet nördlich des Kaiserstuhls war nach 1952 vorliegenden Untersuchungen bei Fortsetzung des Kanalbaus mit noch umfangreicheren Schäden zu rechnen, da hier die Rheinebene breiter ist und der Einfluss des Rheins auf den Grundwasserspiegel weiter landeinwärts reicht. Die von der Baudirektion des badischen Finanzministeriums beauftragte Untersuchung sah die Existenzgrundlage der Bevölkerung durch den Kanalbau gefährdet.
Angesichts der ökologischen Folgen des Kanalbaus, aber auch, um die Zufahrt zum Breisacher Hafen zu erhalten, verständigten sich Frankreich und Deutschland 1956 auf die sogenannte Schlingenlösung. Nördlich von Breisach wurden „Schlingen“ – Seitenkanäle mit je einem Kraftwerk und zwei Schleusen – gebaut; die dazwischen liegenden Abschnitte des Tulla’schen Rheinbetts wurden wegen des Aufstaus durch die Kraftwerke mit Dämmen am Ufer eingefasst. An den Abzweigen der Kanäle entstanden Wehre, über die der 1400 m³/s überschreitende Abfluss, mindestens jedoch 15 m³/s, in die Restrheinabschnitte neben den Kanälen eingeleitet wurde.
Auch die Schlingenlösung hatte Nachteile für den  Grundwasserstand und den Wasserhaushalt der Rheinauen: Im Bereich der ausgebauten Rheinabschnitte waren Überflutungen der Aue kaum noch möglich; die neuen Dämme erschwerten den Austausch zwischen Grundwasser und Flusswasser. In den Restrheinabschnitten wurden Überflutungen, die wichtiger Bestandteil des Wasserhaushalts der Auen waren, wesentlich seltener, da im Kanal eine zusätzliche Abflusskapazität von 1400 m³/s zur Verfügung stand. Damit der Wasserspiegel im Restrhein wegen des häufig nur geringen Abflusses nicht zu stark absank, wurden feste Schwellen als Kulturwehre eingebaut, die den Wasserstand auf das frühere Mittlere Niedrigwasser anhoben.

### Maßnahmen
Um den Nachteilen der Schlingenlösung entgegenzutreten, entstand das Konzept eines freifließenden Parallellaufs zum Rhein als „wirksamste und auch wirtschaftlichste Lösung“, so Walter Raabe von der Wasser- und Schifffahrtsdirektion Freiburg. Der als Durchgehender Altrheinzug bezeichnete Parallellauf entstand durch die Verbindung vorhandener Altrheine; Querverbindungen und Nebenarme wurden einbezogen. Zur Speisung des Altrheinzugs entstanden Entnahmebauwerke am Rhein. Zur Verteilung des Wassers wurden etliche Stauwehre gebaut; bei ausreichenden Wassermengen sollten auch Teilüberflutungen der Rheinaue herbeigeführt werden.

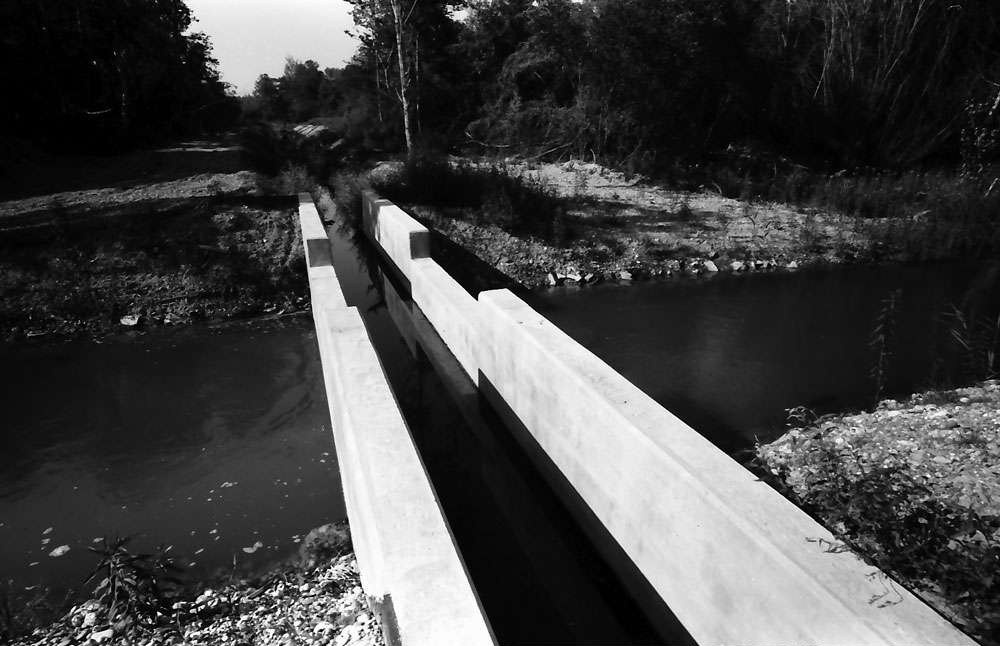
Aquädukt über Altrheinarm bei Jechtingen (Willy Pragher, 1962)

Abwasserbelastete Gewässer wie das Blauwasser oder der Sasbacher Altrhein wurden von den Altrheinen getrennt und auf möglichst direktem Weg dem Rhein zugeführt, wobei zur Kreuzung der Altrheine Aquädukte oder Düker gebaut wurden. Unterhalb des Leopoldskanals war durch die einmündenden Gewässer wie die Elz keine konsequente Trennung in Altrheine und belastete Gewässer möglich. Da auch das Rheinwasser belastet war, wurde versucht, durch Bodenfiltration dessen Wasserqualität zu verbessern. Zur Unterquerung des Leopoldskanals entstand ein gemeinsamer Düker für den Durchgehenden Altrheinzug und den Stückergraben. Der Stückergraben sollte zukünftig als Vorfluter für eine geplante zentrale Kläranlage für die Stadt Freiburg und weiterer Gemeinden in der Breisgauer Bucht dienen. Im Bereich des Limbergs, der direkt an das Tulla’sche Rheinbett grenzt, entstand eine Rohrleitung unter der Rheinuferstraße, die die Altrheingebiete südlich und nördlich des Berges verbindet.
Es war geplant, durch regulierbare Ein- und Auslasswehre zwischen Rhein und Altrheinen, durch die Stauwehre in den Altrheinen und die wechselnden Wassermengen die bisherigen Wasserstandsschwankungen nachzuahmen. Nach Inbetriebnahme der ersten Gewässerabschnitte zeigte sich, dass die Bedienung der zahlreichen Wehre kompliziert war und einen hohen Aufwand erforderte. Weitaus schneller als angenommen dichteten die Altrheine ihr Bett selbst ab, so dass die Anreicherung des Grundwassers hinter den Erwartungen zurückblieb. Auch in den aufgestauten Rheinabschnitten dichteten sich Sohle und Dämme rasch ab, so dass eine nur geringe Menge an Sickerwasser anfiel, für dessen Abführung an den Dämmen der Rheinseitengraben angelegt worden war. Infolgedessen trug der Seitengraben zur Absenkung des Grundwasserspiegels bei.
Problematisch war der hohe Nährstoffgehalt des eingeleiteten Rheinwassers. Er gefährdete eine Besonderheit der Rheinauen nördlich des Kaiserstuhls – Quelltöpfe, die insbesondere am Rand der Auen liegen und aus denen in teils großen Mengen sehr nährstoffarmes Wasser austritt; im Jahresgang ändert sich die Temperatur des Quellwassers nur wenig. Das Wasser in den Quelltöpfen und ihren als Giessen bezeichneten Abflüsse ist von hoher Transparenz und bei ausreichender Gewässertiefe intensiv blau gefärbt; sie beherbergen seltene Pflanzenarten.
Nach Angaben vom April 1968 wurden etwas über 8 Millionen DM in den Ausbau der Altrheine investiert. Im Dezember 1971 schlossen Bund und Land eine Verwaltungsvereinbarung, nach der der Bund 66,7 Prozent der Kosten für grundwasserstützende Maßnahmen, 58,3 Prozent der Kosten für die Maßnahmen für das Abwasser aus der Breisgauer Bucht, 66,7 Prozent der Kosten für sonstige Abwassermaßnahmen und 41,5 Prozent der Kosten von Hochwasserschutzmaßnahmen übernimmt. Die Unterhaltspflicht liegt beim Land, das den Durchgehenden Altrheinzug 1978 zum Gewässer I. Ordnung erklärte. Nach einer Vereinbarung mit Frankreich können in Abhängigkeit vom Abfluss im Rhein 0,5 m³/s (unter 800 m³/s), 1,0 m³/s (unter 1400 m³/s), 2,0 m³/s (unter 1500 m³/s) beziehungsweise 10,0 m³/s (über 1500 m³/s) in den Durchgehenden Altrheinzug geleitet werden. Mit dem Maximalwert sollten Spülungen vorgenommen werden, um die Altrheine zu entschlammen.

### Bewertungen
Die Bewertungen der zum Erhalt der Rheinauen getroffenen Maßnahmen gehen zum Teil weit auseinander: Walter Raabe von der Wasser- und Schiffahrtsdirektion Freiburg sah einen „vollen Erfolg der wasserbaulichen Ergänzungsmaßnahmen“. Lennart Bernadotte würdigte in einer Stellungnahme für den Deutschen Rat für Landespflege die vollständige Trennung der Altrheine von den mit Abwässern belasteten Vorflutern als „beachtliche Leistung“. Kurt Ehls, beim Wasserwirtschaftsamt Freiburg mit dem Projekt befasst, charakterisierte die Maßnahmen als die neue Aufgabe, eine Landschaft ökologisch zu sehen und mit ökotechnischen Maßnahmen zu ihrer Gesundung beizutragen. Ehls sah die Stabilität des Ökosystems der Rheinauen durch den Oberrheinausbau wesentlich herabgesetzt, die künstliche Wasserversorgung könne „das nur höchst unvollkommen ausgleichen“.
Werner Krause, der zu den Gewässern im Taubergießen forschte, hielt 1975 die überhandnehmende Ansammlung eutrophierten Wassers, das über den durchgehenden Altrheinzug zufließe, für das brennendste Naturschutzproblem im Taubergießen. Der Aufstau durch die kleinen Wehre und der Rückstau durch das Kraftwerk Gerstheim habe die Fließgeschwindigkeit herabgesetzt, so dass sich einstige Salmonidengewässer zu mit Algendecken belasteten Gewässer gewandelt hätten. Durch den Aufstau und den höheren Abfluss seien Gewässerstrukturen wie Geröllbänke und Furt-Kolk-Sequenzen verloren gegangen. Der Botaniker Gerhard Hügin hielt es für „unbegreiflich, daß man die Hochwasserfluten auf großen Strecken im engen Strombett abfließen lässt“. Ein ausuferndes Hochwasser könne das Grundwasser anreichern und zum Hochwasserschutz flussabwärts beitragen. Eine Beschreibung des Naturschutzgebietes Rheinniederung Wyhl-Weisweil konstatiert große Einbußen bei der Fischfauna, die Folge der geänderten Strömungsverhältnisse seien. An sauerstoffreiche Gewässer gebundene Arten seien nicht mehr oder kaum noch anzutreffen, stattdessen dominierten wenig anspruchsvolle Arten.
Der Umwelthistoriker Christoph Bernhardt hob 2016 die im technischen Ausschuss für den Bau des Rheinseitenkanals getroffene Vereinbarung hervor, in der Frankreich der Entnahme von Rheinwasser für Zwecke der Landeskultur zustimmte, nachdem der Versailler Vertrag noch derartige Nutzungen ausgeschlossen hatte. Die Vereinbarung sei „faktisch ein erster kleinräumiger, aus der Eigendynamik hydrologischer Zusammenhänge entwickelter Schritt in Richtung der Auenrenaturierung“ gewesen. Allerdings könne von einer Hegemonie der Umweltpolitik zu dieser Zeit noch keine Rede sein; es habe sich um eine „labile Balance zwischen den verschiedenen Interessen und Nutzergruppen“ gehandelt. Für Bernhardt vollzog sich der Paradigmenwechsel zu einer grenzüberschreitenden Umweltpolitik am Oberrhein zwischen den 1950er und 1970er Jahren, was sich beispielhaft an den Wandlungen der Planungen für den Rheinseitenkanal zeige.

### Folgemaßnahmen

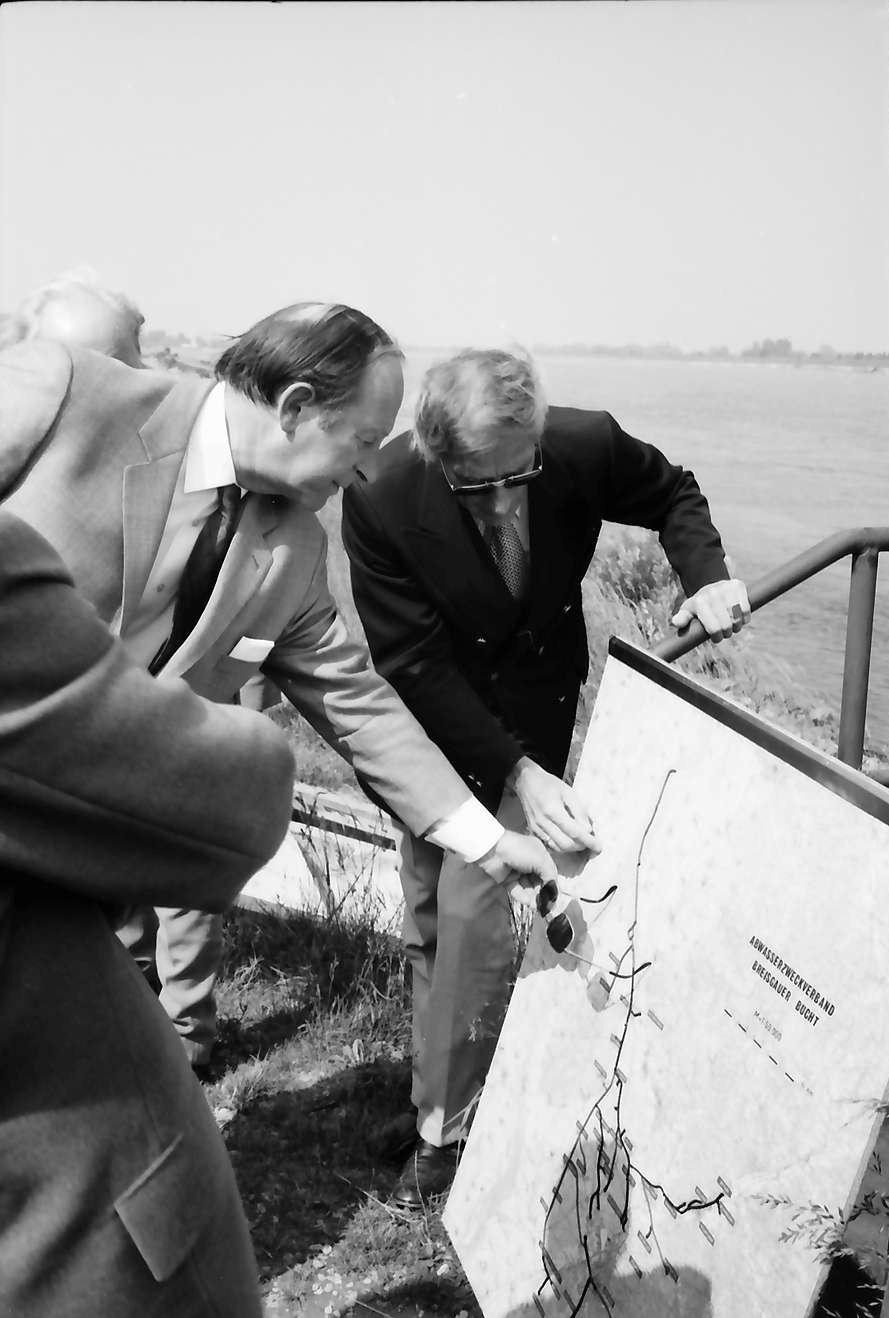
Ministerpräsident Filbinger bei einem Ortstermin zur Abwasserleitung im Taubergießen (Willy Pragher, 1973)

Der geplante Bau einer Abwasserleitung für die zentrale Kläranlage der Breisgauer Bucht führte in den 1970er Jahren zu Protesten von Kommunen, Naturschützern und Anwohnern. Für die Abwasserleitung war mit dem gemeinsamen Dükerbauwerk für den Durchgehenden Altrheinzug und den Stückergraben bereits in den 1960er Jahren ein Bauwerk erstellt worden. Geplant war, einen Graben für nur teilweise geklärtes Wasser vom Düker am Rand des seinerzeit noch als Landschaftsschutzgebiet ausgewiesenen Taubergießens entlang bis zum vollen Rhein bei Kappel/Rhinau zu führen. Eine Realisierung der Planungen unterblieb; heute dient der Leopoldskanal als Vorfluter der Kläranlage.
Zwischen 2006 und 2011 wurden rund 20 Millionen Euro in die Verbesserung des Hochwasserschutzes der Gemeinde Rheinhausen investiert. Dabei wurde die Dammlücke an der Mündung des Inneren Rheins geschlossen und ein Pumpwerk gebaut, das bei Hochwasser die Vorflut des Inneren Rheins sicherstellt. Zuvor reichte die Überflutungsfläche bei Hochwasser bis an die bebauten Gebiete der beiden Rheinhauser Ortsteile. Um den Verlust an Überflutungsfläche zu kompensieren, wurde der Hochwasserschutzdamm in Höhe von Rheinhausen zurückverlegt, wodurch der Durchgehende Altrheinzug im Überflutungsgebiet liegt.
2007 wurden im Naturschutzgebiet Taubergießen Baumaßnahmen durchgeführt mit dem Ziel, der Verschlammung der dortigen Gewässer entgegenzuwirken und die Aue wieder direkter an das Abflussregime des Rheins anzuschließen. Hierzu wurden am Restrhein und am Leopoldskanal Dämme niedergelegt und Gewässer so umgestaltet, dass sich die Fließgeschwindigkeit erhöht. Die Kosten von rund 2 Millionen Euro wurden aus dem INTERREG-Programm der Europäischen Union finanziert.
Im Winter 2017/2018 wurde eine der bei den vorherigen Maßnahmen angelegten Dammscharten am Leopoldskanal wieder angehoben. Hierdurch sollte erreicht werden, dass zunächst die rheinnahen Teile und nur bei größeren Hochwasser die weiter östlich gelegenen Teile des Taubergießens überflutet werden.
Mit dem Integrierten Rheinprogramm (IRP) soll am Oberrhein der Schutz vor einem 200-jährlichen Hochwasser wiederhergestellt werden. Dieser Schutz war im Zuge des Baus der Staustufen und der Eindeichung von Flussauen verlorengegangen. Hierzu werden Polder gebaut, mit denen die Scheitel von Hochwasserwellen gekappt werden sollen. In Baden-Württemberg ist der Bau von 13 Polder vorgesehen, von denen drei im Einzugsgebiet des Durchgehenden Altrheinzugs liegen:
- Für den Polder Breisach/Burkheim wird seit Dezember 2015 die Planfeststellung durchgeführt. Der Polder nimmt eine Fläche von rund 634 Hektar ein; das Rückhaltevolumen beträgt 6,5 Millionen m³. Vorgesehen ist der Bau eines Einlassbauwerks rund einen Kilometer unterhalb des Abzweigs des Durchgehenden Altrheinzugs vom Rhein. Das Wasser fließt rund sieben Kilometer weiter, etwas nördlich der Burg Sponeck, wieder in den Rhein zurück. Geplant ist ein Fließpolder, der im Hochwasserfall durchflossen wird. Die Stauwirkung wird durch eine Engstelle in Höhe der Burkheimer Sportplätze erreicht.[29]
- Der Polder Wyhl/Weisweil befindet sich seit Dezember 2018 in der Planfeststellung. Das Rückhaltevolumen beträgt 7,7 Mio. m³. Eingestaut werden soll eine Fläche von rund 595 Hektar, die sich vom Anfang des Rheinseitendamms nördlich des Limbergs bis zur Rheinstraße von Weisweil erstreckt. Nördlich schließt sich der bis zum Leopoldskanal reichende Abströmbereich an, in dem das Wasser in den Rhein zurückfließt. Die Rheinstraßen von Wyhl und Weisweil sollen als Querdämme genutzt werden.[30]
- Der Polder Elzmündung ist seit 2008 in Bau. Zwischen 2011 und 2015 ruhten die Arbeiten aufgrund einer Entscheidung des Verwaltungsgerichtshofs Mannheim. Der Polder umfasst eine Fläche von rund 469 Hektar; das Rückhaltevolumen beträgt 5,3 Millionen m³. Der Durchgehende Altrheinzug durchquert den Polder ab dem Atzelkopf an der Fähre Rhinau–Kappel bis zu seiner Mündung in die Elz. In diesem Bereich liegt das bereits fertiggestellte Einlassbauwerk sowie ein Querdamm mit einem Durchlassbauwerk. Am Durchgehenden Altrheinzug werden Bauwerke angepasst und die Durchgängigkeit für Fische hergestellt. Der Polder setzt sich ab der Mündung des Altrheinzugs noch gut vier Kilometer nach Norden fort bis zur alten Mündung des Schutter-Entlastungskanals.[31]

## Geographie

### Verlauf

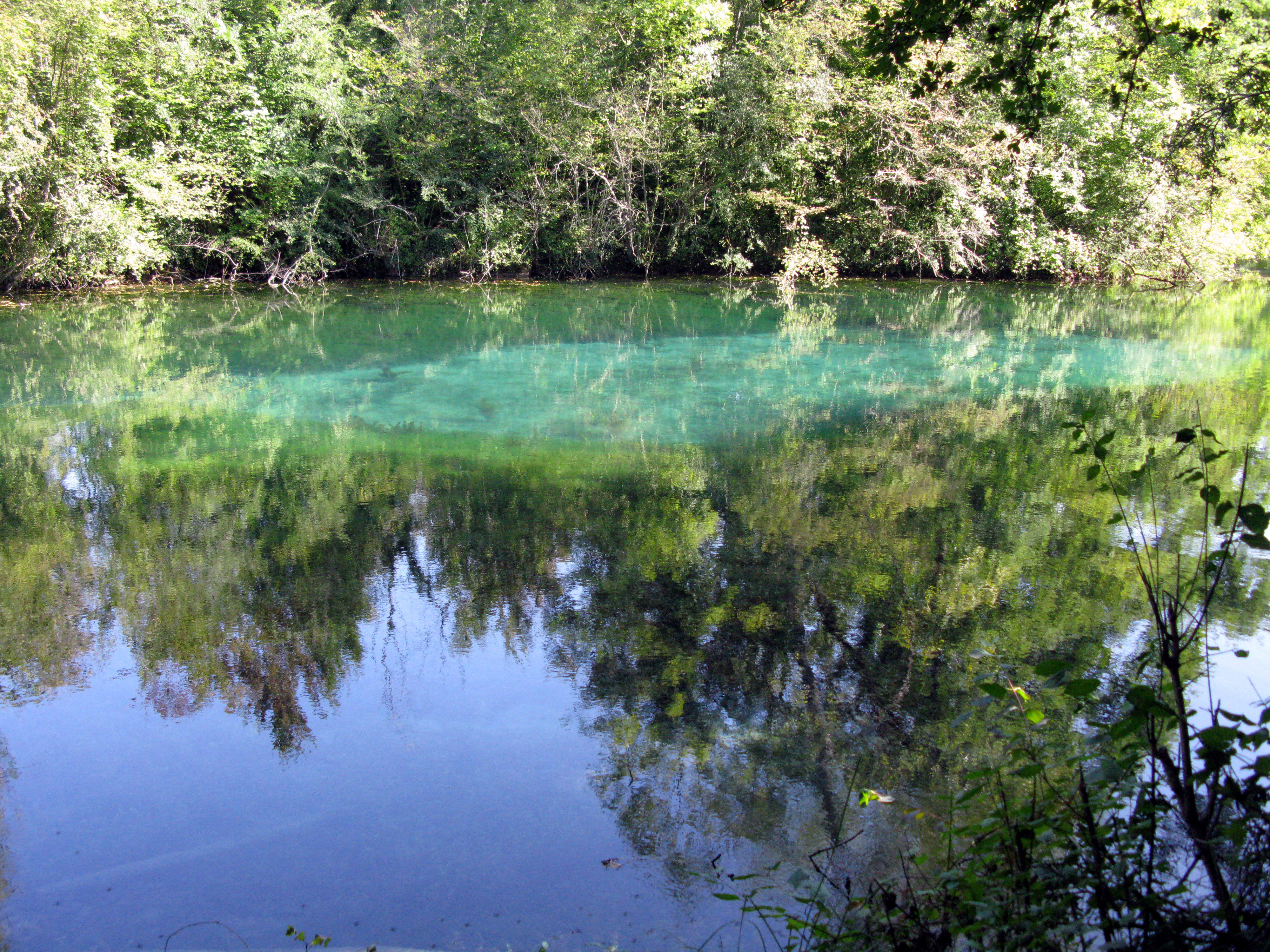
Quellteich im Naturschutzgebiet Rappennestgießen

Laut AWGN zweigt der Durchgehende Altrheinzug nördlich des Stadtrands von Breisach bei Rhein-km 287,8 über ein Entnahmebauwerk im Rheinseitendamm vom Rhein ab. In der anfänglich schmalen Rheinaue verläuft der Altrheinzug unter dem lokalen Namen Waldschlut überwiegend im Osten der Aue. Beim Burkheimer Baggersee, den der Altrheinzug im Osten umgeht, wechselt der lokale Namen zu Rappennestgießen. Das gleichnamige Naturschutzgebiet durchfließt der Altrheinzug am westlichen Rand; von rechts mündet ein Quellteich, der einer der größten noch existierenden Grundwasseraustritte in der Rheinaue ist. Das Wasser entstammt vermutlich einem Grundwasserstrom, der vom Münstertal im Schwarzwald, dem Tal der Neumagen, in die Rheinebene fließt.
Bei Burkheim überquert der Altrheinzug das Blauwasser, das den Westteil des Kaiserstuhls entwässert. Ab der Burg Sponeck, die rechts auf einem Felssporn über der Rheinaue liegt, heißt der Altrheinzug Großmattenrhein. Unter diesem Namen passiert der Altrheinzug Jechtingen und Sasbach. Sowohl der Jechtinger Dorfbach als auch der Sasbacher Altrhein kreuzen den Altrheinzug höhenfrei; letzterer ist Vorfluter einer Kläranlage.
Nordwestlich von Sasbach liegt der Limberg, ein Ausläufer des Kaiserstuhls mit der Burg Limburg direkt am Tulla’schen Rhein. Der Durchgehende Altrheinzug passiert die Engstelle in einer Rohrleitung unter der Rheinuferstraße. Ab dem Limberg trägt der Altrheinzug den lokalen Namen Weisweiler Mühlbach, zugleich ist er die Grenze des Naturschutzgebiets Rheinniederung Wyhl-Weisweil. Westlich von Wyhl geht der Name Weisweiler Mühlbach auf ein Gewässer über, das als Neuer Weisweiler Mühlbach vom Rhein abzweigt. Der Altrheinzug kreuzt den Neuen Mühlbach und tritt unter dem Namen Grienwasser vollständig in das Naturschutzgebiet ein.
Innerhalb des Naturschutzgebietes bildet der Durchgehende Altrheinzug den Hauptstrang eines Systems von Altarmen; der Abfluss in den einzelnen Armen kann meist über Stellfallen geregelt werden. Laut Biotopkartierungen ist das Wasser belastet und trüb. Die Fließgeschwindigkeit variiert von nahezu stehend bis schnellfließend. Die Wasserpflanzenvegetation ist zum Teil üppig; an den Ufern finden sich Relikte des Silberweidenauwalds und häufig Schwarzpappeln. Andere, rasch durchflossene und schmale Abschnitte weisen kaum eine Wasserpflanzenvegetation auf.
In Höhe von Weisweil verläuft der Altrheinzug durch einen breiten Altrhein parallel zur Kreisstraße 5135, die vom Ort zum Rheinufer führt. Die Mündung in den Rhein ist abgedämmt; der Altrheinzug knickt wenige 100 Meter vorher rechts ab. In den folgenden rund 4 Kilometer durchfließt der Altrheinzug den Norden des Naturschutzgebiets Rheinniederung Weisweil-Wyhl; Teilabschnitte tragen die Namen Hansenkehle und Stückerkehle. Das Gewässer wird von Schilfröhrichten, Seggenrieden, Grauweidengebüschen und gelegentlich von Silberweiden begleitet.
Der Leopoldskanal, ein zwischen 1837 und 1842 gebauter Hochwasserentlastungskanal der Elz, trennt die Naturschutzgebiete Rheinniederung Weisweil-Wyhl im Südwesten und Taubergießen im Nordosten. Der Durchgehende Altrheinzug unterquert den Leopoldskanal zusammen mit dem Stückergraben in einem gemeinsamen Dükerbauwerk, aus dem er in einen gebogenen, als Weier/Halbmond bezeichneten Altarm fließt.
Auch im Taubergießen ist der Durchgehende Altrheinzug Teil eines vielfach verzweigten Systems von Altrheinarmen, das sich im Norden bis zu einer Mündung in den Rhein südlich der Fähre Rhinau–Kappel erstreckt. Durch den Rückstau der Staustufe Gerstheim verbreitern sich die Altrheinarme; zugleich nimmt dadurch die Fließgeschwindigkeit stark ab. Der Mündungsbereich ist durch Kiesabbau seenartig erweitert. Der Biotopkartierung von 2017 zufolge ist das Wasser belastet und nährstoffreich, was zum Rückgang seltener Wasserpflanzen, die auf unbelastetes Quellwasser angewiesen sind, beiträgt. Die Vegetation an den Ufern ist meist sehr naturnah; beispielsweise gibt es Relikte von Silberweidenauwäldern.
Der Durchgehende Altrheinzug verlässt das System der Altrheinarme am Herrenkopf südlich der seenartigen Erweiterung, die Teil der Rennkehle ist. Er kreuzt in Wehr- oder Durchlassbauwerken zwei Mal einen Hochwasserdamm. Im rund einen Kilometer langen Zwischenstück fließt der Altrheinzug am Rand eines Wiesengeländes, das zur rechtsrheinischen Gemarkung der elsässischen Gemeinde Rhinau gehört, ebenfalls Teil des Naturschutzgebiets Taubergießen ist und für seine Orchideenvorkommen bekannt ist.
Nach der zweiten Dammquerung tritt der Altrheinzug in einen Geländestreifen zwischen dem Rheinseitendamm und dem Hochwasserschutzdamm ein, der sich von rund 400 auf etwa 200 Meter verjüngt. Das Gebiet ist bewaldet und gehört zum Nordteil des Naturschutzgebiets Taubergießen; der Altrheinzug verläuft in einem breiten Altrheinarm und unterquert die Landesstraße 103 vom  Fähranleger nach Kappel-Grafenhausen.
Der Durchgehende Altrheinzug mündet südlich von Schwanau-Wittenweier beim Gewann Griesacker Köpfle von links und Westsüdwest in die Elz. Die Elz fließt nach rund 37 Kilometer Lauf durch Altrheingewässer südlich der Stadt Kehl und unterhalb des Kulturwehrs Kehl von rechts in den Rhein. In Teilabschnitten trägt die Elz den lokalen Namen Durchgehender Altrheinzug: bei Schwanau-Ottenheim, bei Meißenheim sowie im Mündungsbereich ab dem Kehler Stadtteil Goldscheuer.

### Zuflüsse und Einzugsgebiet
Wichtigster Zufluss des Durchgehenden Altrheinzugs ist der Innere Rhein, der im Taubergießen südwestlich von Rust in den Altrheinzug mündet. In seiner heutigen, rund 15,8 km langen Form entstand der Innere Rhein in den Jahren 1883 bis 1885, als unter dem Leopoldskanal ein Düker gebaut wurde, der für einen Abfluss von 5 m³/s ausgelegt ist. An den Düker wurde der Weisweiler Mühlbach angeschlossen, der am Limberg vom Rhein abzweigte und in Wyhl und Weisweil Mühlen antrieb. Der Mühlbach war beim Bau des Leopoldskanals abgeschnitten worden; vor dem Dükerbau lief das Wasser am linken Kanaldamm entlang in das Altrheingebiet. Als Folge der Tulla’schen Rheinkorrektion lag der Innere Rhein vor dem Anschluss des Mühlbachs trocken. Der Weisweiler Mühlbach wird gemäß der Vereinbarung mit Frankreich mit 0,9 m³/s (ab einem Abfluss im Rhein von mindestens 390 m³/s) beziehungsweise 2,24 m³/s (bei einem Abfluss über 1290 m³/s) beschickt. Die unterhalb der Mündung liegenden Abschnitte des Durchgehenden Altrheinzugs sowie die Rennkehle werden gelegentlich als Innerer Rhein bezeichnet.
Längster Zufluss des Inneren Rheins ist das 15,4 km lange Stückerwasser, das nördlich von Weisweil in den an der Mündung 10,6 km langen Oberlauf Weisweiler Mühlbach mündet. Das Stückerwasser entsteht unter dem Namen Erletalgraben südlich der Stadt Endingen im Norden des Kaiserstuhls. Das Gewässer verlässt bei Endingen das Mittelgebirge vulkanischen Ursprungs und durchfließt unter den Abschnittsnamen Endinger Vorflutgraben, Schelmengraben, Dorfgraben und Muhrgraben das nördliche Vorland des Kaiserstuhls. Südlich von Weisweiler unterquert das Gewässer den Weisweiler Mühlbach und nimmt vor seiner Mündung noch mehrere Zuflüsse aus der Rheinaue auf.
Das oberirdische Einzugsgebiet des Durchgehenden Altrheinzugs umfasst die Rheinaue, den Nordrand des Kaiserstuhls und große Teile der Forchheimer Niederterrassenplatte nördlich des Kaiserstuhls. Die Niederterrasse besteht aus eiszeitlichem Schotter, der meist mit Löss oder Lösslehm überdeckt ist. Mehrere im Kaiserstuhl entstehende Bäche versickern auf ihren Schwemmfächern oder auf der generell gewässerarmen Niederterrasse.

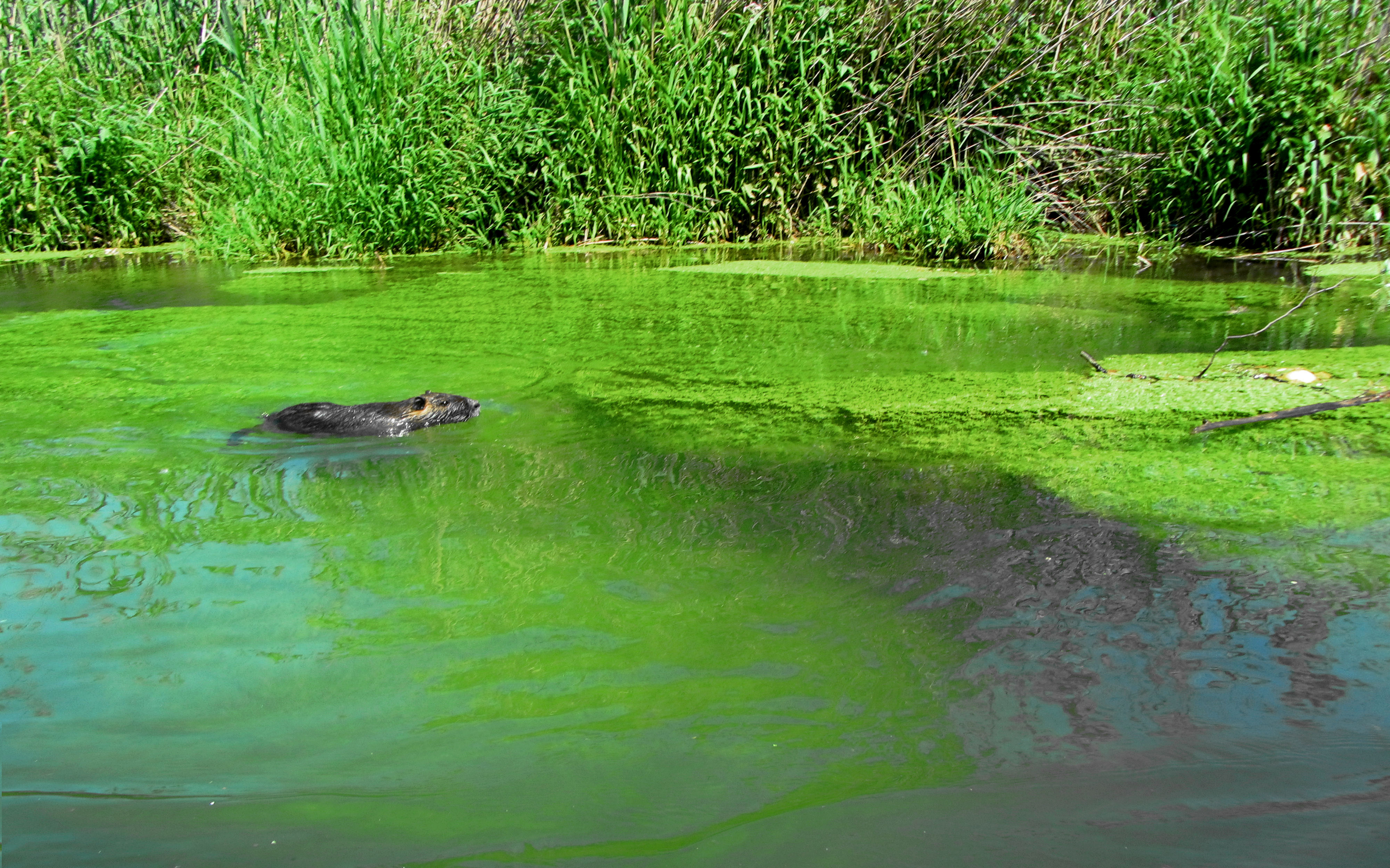
Nutria in der Rennkehle

Bedingt durch die menschlichen Eingriffe weist das Einzugsgebiet des Durchgehenden Altrheinzugs einige Besonderheiten auf. Auffällig sind die Querungen durch andere Gewässer, insbesondere den Leopoldskanal als Hochwasserentlastung der Elz, ferner Gewässer, die wegen ihrer Abwasserbelastung in den 1960er Jahren von den Altrheinen abgetrennt wurden (Blauwasser, Sasbacher Altrhein und Stückergraben). Nicht zum Einzugsgebiet des Altrheinzugs gehört ein Gebiet an der Mündung des Leopoldskanals in den Rhein, das in den Rhein oder den Kanal entwässert. Ebenfalls direkt in den Rhein entwässert ein Gebiet im Naturschutzgebiet Taubergießen, das über die Rennkehle in Höhe von Rhinau/Kappel dem Strom zufließt.

### LUBW
Amtliche Online-Gewässerkarte mit passendem Ausschnitt und den hier benutzten Layern: Lauf und Einzugsgebiet des Durchgehenden Altrheinzugs

Allgemeiner Einstieg ohne Voreinstellungen und Layer: Daten- und Kartendienst der Landesanstalt für Umwelt Baden-Württemberg (LUBW) (Hinweise)
1. 1 2  Höhe nach dem Digitalen Geländemodell der Online-Gewässerkarte.
2. 1 2  Länge nach dem Layer Gewässernetz (AWGN).
3. ↑  Einzugsgebiet nach dem Layer Basiseinzugsgebiet (AWGN).
4. ↑  Siehe Sonderknoten KLA Breisgauer Bucht, Freiburg-Forchheim bei Abfluss-BW – ein Daten- und Kartendienst der Landesanstalt für Umwelt Baden-Württemberg (Hinweise)
5. 1 2 3  Schutzgebiete nach den einschlägigen Layern.
6. ↑  Waldbiotopkartierung Baden-Württemberg, Erhebungsbogen Altrheinarme NW Wyhl. Biotopnummer: 278113162192. (Abgerufen am 26. Oktober 2019).
7. ↑  Waldbiotopkartierung Baden-Württemberg, Erhebungsbogen Altarmabschnitte NW Wyhl. Biotopnummer: 278113165503. (Abgerufen am 26. Oktober 2019).
8. ↑  Waldbiotopkartierung Baden-Württemberg, Erhebungsbogen Altrheinarme S Leopoldskanal. Biotopnummer: 2771231620713. (Abgerufen am 26. Oktober 2019).
9. ↑  Waldbiotopkartierung Baden-Württemberg, Erhebungsbogen Altrheinarmsystem im Taubergießen. Biotopnummer: 277123173041. (Abgerufen am 26. Oktober 2019).
10. ↑  Lokale Namen nach dem Layer Gewässername.

### Andere Belege
1. ↑  Heinz Fischer, Hans-Jürgen Klink: Geographische Landesaufnahme: Die naturräumlichen Einheiten auf Blatt 177 Offenburg. Bundesanstalt für Landeskunde, Bad Godesberg 1967. → Online-Karte (PDF; 4,0 MB).
2. ↑  Wassergesetz für Baden-Württemberg. Anlage 1 – Verzeichnis der Gewässer erster Ordnung in der Fassung vom 3. Dezember 2013.
3. ↑  Alexander Ostermann, Wolfgang Kramer: Taubergießen. In: Regierungspräsidium Freiburg (Hrsg.): Naturschutzgebiete im Regierungsbezirk Freiburg. 3. Auflage, Thorbecke, Ostfildern 2011, ISBN 978-3-7995-5177-9, S. 517–522, hier S. 519.
4. 1 2  Grafik bei Walter Raabe: Wasserbau und Landschaftspflege am Oberrhein. In: Deutscher Rat für Landespflege, Landespflege am Oberrhein, S. 24–31, hier S. 25.
5. ↑  Herbert Moser: Der Rheinseitenkanal – ein Grenzlandproblem. In: Paul-Ludwig Weinacht (Hrsg.): Die badischen Regionen am Rhein. 50 Jahre Baden in Baden-Württemberg – eine Bilanz. Nomos, Baden-Baden 2002, ISBN 3-7890-7712-7, S. 220–230, hier S. 221–224.
6. ↑  Karl Knäble: Zur Frage des Kraftausbaues des Oberrheins zwischen Kehl/Straßburg und Lauterburg. In: Deutscher Rat für Landespflege, Landespflege am Oberrhein, S. 19–23, hier S. 20.
7. 1 2  Rheinhard Räger: Vorläufige Stellungnahme zum geplanten Ausbau des Oberrheins von Straßburg bis Karlsruhe. In: Deutscher Rat für Landespflege, Landespflege am Oberrhein, S. 61–67, hier S. 62.
8. ↑  Herbert Moser, Der Rheinseitenkanal – ein Grenzlandproblem. In: Weinacht, Die badische Regionen, S. 226.
9. ↑  Walter Raabe: Wasserbau und Landschaftspflege am Oberrhein. In: Deutscher Rat für Landespflege, Landespflege am Oberrhein, S. 24–31, hier S. 29.
10. ↑  Walter Raabe: Wasserbau und Landschaftspflege am Oberrhein. In: Deutscher Rat für Landespflege, Landespflege am Oberrhein, S. 24–31, hier S. 29 f.
11. ↑  Kurt Ehls: Die Bedeutung der Altrheine und ihre Regelung. In: Landesanstalt für Umweltschutz Baden-Württemberg, Institut für Ökologie und Naturschutz (Hrsg.): Naturschutzgebiet Limberg am Kaiserstuhl. Begleiter zum wissenschaftlichen Lehrpfad bei Sasbach a. Rh. (=Führer durch Natur- und Landschaftsschutzgebiete Baden-Württembergs, Band 2) 2. Auflage, Institut für Ökologie und Naturschutz, Karlsruhe 1987, ISBN 3-88251-115-X, S. 219–226, hier S. 224.
12. ↑  Kurt Ehls: Die Bedeutung der Altrheine und ihre Regelung. In: Landesanstalt für Umweltschutz Baden-Württemberg, Naturschutzgebiet Limberg, S. 219–226, hier S. 225 f.
13. 1 2  Graf Lennart Bernadotte: Stellungnahme des Deutschen Rates für Landespflege zum Ausbau des Oberrheins von Basel bis Karlsruhe. In: Deutscher Rat für Landespflege, Landespflege am Oberrhein, S. 5–9, hier S. 6.
14. ↑  Werner Krause: Das Taubergießengebiet, Beispiel jüngster Standortgeschichte in der Oberrheinebene. In: Landesstelle für Naturschutz und Landschaftspflege Baden-Württemberg, Taubergießengebiet, S. 147–172, hier S. 147, 152.
15. ↑  Graf Lennart Bernadotte: Stellungnahme des Deutschen Rates für Landespflege zum Ausbau des Oberrheins von Basel bis Karlsruhe. In: Deutscher Rat für Landespflege, Landespflege am Oberrhein, S. 5–9, hier S. 7.
16. ↑  Herbert Moser, Der Rheinseitenkanal – ein Grenzlandproblem. In: Weinacht, Die badische Regionen, S. 229.
17. ↑  Herbert Moser, Der Rheinseitenkanal – ein Grenzlandproblem. In: Weinacht, Die badische Regionen, S. 228 f.
18. ↑  Walter Raabe: Wasserbau und Landschaftspflege am Oberrhein. In: Deutscher Rat für Landespflege, Landespflege am Oberrhein, S. 24–31, hier S. 31.
19. ↑  Kurt Ehls: Die Bedeutung der Altrheine und ihre Regelung. In: Landesanstalt für Umweltschutz Baden-Württemberg, Naturschutzgebiet Limberg, S. 219–226, hier S. 226.
20. ↑  Werner Krause: Das Taubergießengebiet, Beispiel jüngster Standortgeschichte in der Oberrheinebene. In: Landesstelle für Naturschutz und Landschaftspflege Baden-Württemberg, Taubergießengebiet, S. 147–172, hier S. 152, 159.
21. ↑  Werner Krause: Die Wasservegetation im Taubergießengebiet vor Inbetriebnahme des Rheinseitenkanals mit Ausblicken auf die zukünftige Entwicklung. In: Landesstelle für Naturschutz und Landschaftspflege Baden-Württemberg, Taubergießengebiet, S. 306–324, hier S. 308.
22. ↑  Gerhard Hügin: Der Oberrheinausbau und seine Folgen für Natur und Landschaft. In: Landesstelle für Naturschutz und Landschaftspflege Baden-Württemberg (Hrsg.): Das Taubergiessengebiet. Eine Rheinauenlandschaft. (=Die Natur- und Landschaftsschutzgebiete Baden-Württembergs, Band 7) Landesstelle für Naturschutz und Landschaftspflege, Ludwigsburg 1975, S. 173–176, hier S. 174 f.
23. ↑  Ulrike Herth: Rheinniederung Wyhl-Weisweil. In: Regierungspräsidium Freiburg, Naturschutzgebiete, S. 290–292, hier S. 291.
24. ↑  Christoph Bernhardt: Im Spiegel des Wassers. Eine transnationale Umweltgeschichte des Oberrheins (1800–2000). (=Umwelthistorische Forschungen, Band 5) Böhlau, Köln 2016, ISBN 978-3-412-22155-3, S. 437, 449, 450 (Zitate).
25. ↑  Helmut Schönnamsgruber, Martin Kunze: Die Unterschutzstellung des Taubergießengebietes und dessen weitere Gefährdung. In: Landesstelle für Naturschutz und Landschaftspflege Baden-Württemberg, Taubergießengebiet, S. 3–135, hier S. 71–125.
26. ↑  Hochwasserschutz Rheinhausen (Memento des Originals vom 24. Oktober 2019 im Internet Archive)  Info: Der Archivlink wurde automatisch eingesetzt und noch nicht geprüft. Bitte prüfe Original- und Archivlink gemäß Anleitung und entferne dann diesen Hinweis. beim Regierungspräsidium Freiburg (Abgerufen am 28. Oktober 2019).
27. ↑  Regierungspräsidium Freiburg (Hrsg.): Revitalisierung Taubergießen. Alter Rhein mit neuer Dynamik. (Memento des Originals vom 13. Oktober 2019 im Internet Archive)  Info: Der Archivlink wurde automatisch eingesetzt und noch nicht geprüft. Bitte prüfe Original- und Archivlink gemäß Anleitung und entferne dann diesen Hinweis. Juli 2007 (pdf, 2,8 MB, bei der Gemeinde Kappel-Grafenhausen).
28. ↑  Startschuss für besseren Hochwasserschutz für Rheinhausen (Kreis Emmendingen). Regierungspräsidium beginnt mit Bauarbeiten an Leopoldskanal und am Altrhein. (Memento des Originals vom 24. Oktober 2019 im Internet Archive)  Info: Der Archivlink wurde automatisch eingesetzt und noch nicht geprüft. Bitte prüfe Original- und Archivlink gemäß Anleitung und entferne dann diesen Hinweis. Pressemitteilung des Regierungspräsidiums Freiburg vom 10. Oktober 2017.
29. ↑  Regierungspräsidium Freiburg: Rückhalteraum Breisach-Burkheim. Erläuterungsbericht zum Planfeststellungsantrag vom 18. Dezember 2015. S. 35 Download beim Landkreis Breisgau-Hochschwarzwald.
30. ↑   Hochwasserrückhalteraum Wyhl/Weisweil. Eine Informationszeitung. S. 2 (pdf, 4,9 MB).
31. ↑  Elzmündung bei den Regierungspräsidien Baden-Württemberg (Abgerufen am 29. Oktober 2019).
32. ↑  Bärbel Koch: Rappennestgießen. In: Regierungspräsidium Freiburg, Naturschutzgebiete, S. 225–228, hier S. 226.
33. ↑  Regierungspräsidium Freiburg: Naturschutzgebiet Taubergießen. Faltblatt mit Karte, September 2019 (pdf, 2,6 MB).
34. ↑  Reinhold Hämmerle: Die Hausener Elz – Geschichte einer Flusslandschaft. In: Anton Wild (Hrsg.): Rheinhausen. Beiträge zur Geschichte von Ober- und Niederhausen. Band 1, Waldkircher Verlagsgesellschaft, Waldkirch 1992, S. 73–94, hier S. 83 f.
35. ↑  Herbert Moser, Der Rheinseitenkanal – ein Grenzlandproblem. In: Weinacht, Die badische Regionen, S. 228.
36. ↑  R. Möckel: Oberflächenformen. In: Landesarchivdirektion Baden-Württemberg, Landkreis Emmendingen (Hrsg.): Der Landkreis Emmendingen. Band 1, Thorbecke, Stuttgart 1999, ISBN 3-7995-1361-2, S. 35–51, hier S. 50.